# 군자중학교
군자중학교(君子中學校)는 대한민국 경기도 시흥시 거모동에 있는 공립 중학교이다.

## 학교 연혁
- 1952년 3월 1일 : 최긍렬 선생 4개 교실 신축
- 1954년 3월 1일 : 군자중학교 3학급 설립 인가
- 1985년 9월 5일 : 본관 24실 증축
- 2002년 12월 27일 : 본관 12실 증축
- 2023년 1월 12일 : 제69회 졸업(194명, 총 졸업생 수 20,109명)
- 2023년 3월 1일 : 제27대 강병래 교장 취임
- 2023년 3월 2일 : 제72회 입학(189명)
- 2024년 1월 4일 : 제70회 졸업 (193명)
- 2024년 3월 4일 : 제73회 입학 (199명)
- 2025년 1월 8일 : 제71회 졸업 (195명)
- 2025년 3월 1일 : 제28대 박명숙 교장 취임
- 2025년 3월 4일 : 제74회 입학식(194명)

## 참고 자료
- 군자중학교 - 한국교육학술정보원 학교알리미